# جاستین رودریگز
جاستین رودریگز (انگلیسی: Justine Rodrigues؛ زادهٔ ۱۷ مارس ۱۹۹۳) بازیکن فوتبال اهل کانادا است.
وی همچنین در تیم‌های ملی فوتبال Guyana women's national under-20 football team و Guyana women's national football team بازی کرده‌است.